# ناحية غلباف
ناحية غلباف (بالفارسية: بخش گلباف) هي إحدى النواحي (تسمى ناحية في التقسم الإداري للمناطق في إيران) في مقاطعة كرمان التابعة لمحافظة كرمان في إيران. في تعداد عام 2006 ، كان عدد سكانها 12,979 نسمة يتبعون إلى 3,117 عائلة. ناحية غلباف تملك مدينة واحدة هي مدينة غلباف. وفيها اثنين من الأقسام الريفية هما: قسم جوشان الريفي وقسم كشيت الريفي.